# Hogna pulla
Hogna pulla là một loài nhện trong họ Lycosidae.
Loài này thuộc chi Hogna. Hogna pulla được Friedrich Wilhelm Bösenberg & Lenz miêu tả năm 1895.